# Aes grave

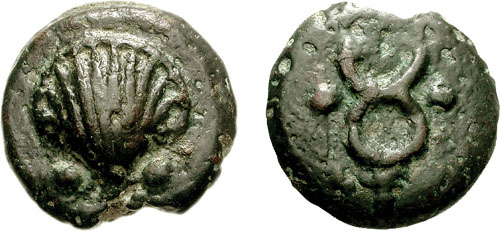
Æ Aes Grave секстанс (ок. 289—245 до н. э.

Aes Grave — по одной из версий в начале III века до н. э. (ок. 289 года; исследователи Маттингли и Робинсон) начался выпуск литых монет круглой формы (с латинского «AES GRAVE» — буквально «тяжёлая бронза»). По некоторым трактовкам, выпуск был начат уже во времена децемвирата («DECEMVIRI», десять консулов) — то есть около 450 года до н. э. Либо во второй половине IV века до н. э. (возможно около 340—338 годов). Их вид уже не архаический, а скорее греческий, что указывает на возможное участие греческих монетных мастеров в организации выпуска этих монет.
Вес самой крупной монеты — асса — составлял 12 унций или 1 фунт (изначально 272,88 г, позднее в основу был положен фунт весом 327,4 грамма). На аверсе — янусоподобная голова, на реверсе, в основном — нос галеры. К обращению столь крупные монеты были малопригодны, поэтому выпускались также монеты весом от 1/2 до 1/12 асса — семис (половина = 6 унций), триенс (треть = 4 унции), квадранс (четверть = 3 унции), секстанс (шестая часть = 2 унции) и унция (двенадцатая часть).
Следующие серии несли на себе голову Аполлона, лошадиную голову, бегущего кабана, прыгающего буйвола, коня, собаку и черепаху. Около 225 года до н. э. тип был стандартизирован, и с этих пор асс нёс на аверсе голову Януса, семис — Сатурна, триенс — Минервы, квадранс — Геркулеса, секстанс — Меркурия, унция — Ромы. Реверс всех монет был одинаковым — нос боевой галеры. На монетах был нанесён и номинал: асс — I (1); семис — S (1/2). Меньшие номиналы обозначались в унциях: триенс — четыре точки; квадранс — три; секстанс — две; унция — одна.
Ранние «AES GRAVE» были различных видов. На аверсе самых первых изображена янусоподобная голова, на реверсе — Меркурий. Другие номиналы в этой серии: семис — голова Минервы; триенс — молния и дельфин; квадранс — зерно и рука; секстанс — патиссон и кадуцей; унция — клотик.
В результате инфляции и снижения веса асса в обращении затем появились декуссис (10 ассов), трессис (3 асса) и дупондий (2 асса). На аверсе декуссиса (III век до н. э.) изображались голова Ромы или Минервы, на реверсе — нос галеры и обозначение номинала — X. Одна из таких известных монет (которых известно крайне мало) имеет вес 1106,6 грамма. На дупондии была также изображена голова Минервы (Ромы), трессис (трипондий) нёс то же изображение. Номинал на дупондии — II — обозначался не всегда. Дупондии, выпущенные префектами флота, имели обозначение номинала B. Трессис имел обозначение — III.